# Опильско
Опильско (укр. Опільсько, до 1989 г. — Перемога) — село в Сокальской городской общине Шептицкого района Львовской области Украины.
Население по переписи 2001 года составляло 623 человека. Занимает площадь 1,43 км². Почтовый индекс — 80028. Телефонный код — 3257.
В 1951 году находившуюся на территории Польши часть Львовско-Волынского каменноугольного бассейна вместе с Опильско передали в состав УССР.